# Coppa Europa di sci alpino 1978
La Coppa Europa di sci alpino 1978 fu la 7ª edizione della manifestazione organizzata dalla Federazione Internazionale Sci.
In campo maschile l'italiano Leonardo David si aggiudicò sia la classifica generale, sia quella di slalom speciale; lo svizzero Silvano Meli vinse quella di discesa libera, l'italiano Alex Giorgi quella di slalom gigante. Il bulgaro Petăr Popangelov era il detentore uscente della Coppa generale.
In campo femminile l'austriaca Christine Loike si aggiudicò sia la classifica generale, sia quella di slalom gigante; la tedesca occidentale Monika Bader vinse quella di discesa libera, l'italiana Wilma Gatta quella di slalom speciale. La liechtensteinese Ursula Konzett era la detentrice uscente della Coppa generale.

## Uomini

### Classifiche

#### Generale
| Pos. | Nome           | Nazione  | Punti |
| ---- | -------------- | -------- | ----- |
| 1    | Leonardo David | Italia   | 160   |
| 2    | Jan Bachleda   | Polonia  | 110   |
| 2    | Silvano Meli   | Svizzera | 110   |

#### Discesa libera
| Pos. | Nome          | Nazione  | Punti |
| ---- | ------------- | -------- | ----- |
| 1    | Silvano Meli  | Svizzera | 110   |
| 2    | Roland Lutz   | Svizzera | 92    |
| 3    | Werner Spörri | Svizzera | 85    |

#### Slalom gigante
| Pos. | Nome           | Nazione  | Punti |
| ---- | -------------- | -------- | ----- |
| 1    | Alex Giorgi    | Italia   | 68    |
| 2    | Leonardo David | Italia   | 65    |
| 3    | Didier Bonvin  | Svizzera | 61    |

#### Slalom speciale
| Pos. | Nome           | Nazione       | Punti |
| ---- | -------------- | ------------- | ----- |
| 1    | Leonardo David | Italia        | 95    |
| 2    | Jan Bachleda   | Polonia       | 77    |
| 3    | Paul Frommelt  | Liechtenstein | 70    |

## Donne

### Classifiche

#### Generale
| Pos. | Nome              | Nazione | Punti |
| ---- | ----------------- | ------- | ----- |
| 1    | Christine Loike   | Austria | 120   |
| 2    | Gerlinde Strixner | Austria | 75    |
| 3    | Lea Sölkner       | Austria | 70    |

#### Discesa libera
| Pos. | Nome            | Nazione        | Punti |
| ---- | --------------- | -------------- | ----- |
| 1    | Monika Bader    | Germania Ovest | 60    |
| 2    | Edith Peter     | Austria        | 50    |
| 3    | Evi Mittermaier | Germania Ovest | 45    |

#### Slalom gigante
| Pos. | Nome            | Nazione       | Punti |
| ---- | --------------- | ------------- | ----- |
| 1    | Christine Loike | Austria       | 92    |
| 2    | Ursula Konzett  | Liechtenstein | 66    |
| 3    | Uta Wedam       | Austria       | 51    |

#### Slalom speciale
| Pos. | Nome              | Nazione | Punti |
| ---- | ----------------- | ------- | ----- |
| 1    | Wilma Gatta       | Italia  | 58    |
| 2    | Lea Sölkner       | Austria | 50    |
| 3    | Gerlinde Strixner | Austria | 40    |